# Deflorita centa
Deflorita centa är en insektsart som beskrevs av Shi, F-m. och Y.-l. Chang 2004. Deflorita centa ingår i släktet Deflorita och familjen vårtbitare. Inga underarter finns listade i Catalogue of Life.